# Arius manillensis
Arius manillensis (Valenciennes, 1840) è un pesce osseo marino e d'acqua dolce della famiglia Ariidae.

## Distribuzione e habitat
Endemico delle Filippine. Vive sia nelle acque dolci che nelle acque salmastre delle lagune, degli estuari e dei mangrovieti

## Descrizione
Raggiunge una lunghezza massima di poco inferiore ai 30 cm.